# Diecezja Chanthaburi
Diecezja Chanthaburi (łac. Diœcesis Chanthaburiensis) – rzymskokatolicka diecezja w Tajlandii. Powstała w 1944 r. jako wikariat apostolski, a w 1965 r. podniesiona do rangi diecezji.

## Główne świątynie
- Katedra: Katedra Niepokalanego Poczęcia Najświętszej Maryi Panny w Chanthaburi

## Biskupi

### Wikariusze apostolscy
- Giacomo Luigi Cheng (1944–1952)
- Francis Xavier Sanguon Souvannasri (1953–1965)

### Biskupi diecezjalni
- Francis Xavier Sanguon Souvannasri (1965–1970)
- Lawrence Thienchai Samanchit (1971–2009)
- Silvio Siripong Charatsri (2009–2023)
- Philip Adisak Phorn-Ngam (od 2025)